# Stephen Balmer
Stephen Balmer (teilweise auch Steven Balmer; * 23. Januar 1991 in Dundonald, Nordirland, Vereinigtes Königreich) ist ein nordirischer Eishockeyspieler, der seit 2015 bei den Solway Sharks unter Vertrag steht. International spielt er für die irische Eishockeynationalmannschaft.

## Karriere
Stephen Balmer, der im nordirischen Dundonald geboren wurde, begann seine Karriere bei den Dundalk Bulls in der Irish Ice Hockey League, mit denen er 2008 irischer Meister wurde. 2009 wechselte er zu den Latvian Hawks nach Dublin und gewann dort 2010 erneut den irischen Meistertitel. Nach diesem Erfolg wechselte er in die drittklassige englische National Ice Hockey League und spielte dort nach einander für die Trafford Metros, die Streatham Redskins, die zweite Mannschaft der Cardiff Devils, die Wightlink Raiders, mit denen er 2015 Playoffmeister der Südstaffel wurde, und seit 2015 für die Solway Sharks. Lediglich im Frühjahr 2014 spielte er mit den Slough Jets in der zweitklassigen English Premier Ice Hockey League.

### International
Der britische Staatsbürger Balmer spielte im Juniorenbereich für Irland bei der U18-Weltmeisterschaft 2009 in der Division III.
Mit der Herrenauswahl von der grünen Insel spielte er bei den Weltmeisterschaften der Division II 2008 und 2011 sowie bei den Welttitelkämpfen der Division III 2009, 2010, 2012 und 2013.

## Erfolge und Auszeichnungen
- 2008 Irischer Meister mit den Dundalk Bulls
- 2010 Irischer Meister mit den Latvian Hawks
- 2010 Aufstieg in die Division II bei der Weltmeisterschaft der Division III, Gruppe A
- 2015 Playoffmeister der National Ice Hockey League (Südstaffel) mit den Wightlink Raiders